# فرشان (حالمين)

تعديل مصدري - تعديل

فرشان هي إحدى قرى عزلة حبيل الريدة بمديرية حالمين التابعة لمحافظة لحج، بلغ تعداد سكانها 141 نسمة حسب تعداد اليمن لعام 2004.